# Леки, Джон (гребец)
Джон Макмиллан Стирлинг Леки (англ. John MacMillan Stirling Lecky; 29 августа 1940, Ванкувер, Британская Колумбия — 25 февраля 2003, Калгари, Альберта) — канадский гребец, выступавший за сборную Канады по академической гребле в 1960 году. Серебряный призёр летних Олимпийских игр в Риме, победитель и призёр регат национального значения. Также известен как предприниматель и спортивный функционер.

## Биография
Джон Леки родился 29 августа 1940 года в городе Ванкувер провинции Британская Колумбия, Канада.
В юные годы играл в регби, но затем перешёл в академическую греблю. Занимался греблей во время учёбы в Университете Британской Колумбии в Ванкувере, где учился на экономиста. Состоял в местной гребной команде «Тандербёрдс», неоднократно принимал участие в различных студенческих регатах.
Наивысшего успеха в своей спортивной карьере добился в сезоне 1960 года, когда вошёл в основной состав канадской национальной сборной и благодаря череде удачных выступлений удостоился права защищать честь страны на летних Олимпийских играх в Риме. В программе распашных рулевых восьмёрок в решающем финальном заезде пришёл к финишу вторым, уступив около двух секунд команде из Австралии — тем самым завоевал серебряную олимпийскую медаль.
Окончив Университет Британской Колумбии, поступил на юридический факультет кембриджского Джизус-колледжа. Находясь в Англии, продолжал заниматься академической греблей, в частности в 1962 и 1964 годах дважды выигрывал традиционную регату «Оксфорд — Кембридж». Также проявил себя как регбист, принял участие в двух матчах национальной сборной Канады по регби на территории Великобритании.
За выдающиеся спортивные достижения введён в Зал славы спорта Британской Колумбии (1977) и Зал славы спорта Университета Британской Колумбии (2012).
Впоследствии сделал успешную карьеру в бизнесе и спортивном администрировании, возглавлял канадскую делегацию на Олимпийских играх 1984 года в Лос-Анджелесе. Увлекался альпинизмом.
Умер 25 февраля 2003 года в Калгари в возрасте 62 лет.